# Kefar Jabec
Kefar Jabec (hebr. כפר יעבץ) – moszaw położony w samorządzie regionu Lew ha-Szaron, w Dystrykcie Centralnym, w Izraelu.
Leży na równinie Szaron, w otoczeniu miast At-Tajjiba i Kalansuwa, moszawów Azri’el i Porat, oraz wioski Je’af.

## Historia
Osada została założona 10 kwietnia 1932 jako kibuc. Nazwano ją na cześć rabina Ze’ewa Jabetsa. Podczas wojny o niepodległość w 1948 kibuc został zniszczony przez wojska arabskie. Ewakuowani mieszkańcy założyli religijny moszaw Ge’ule Teman.
Ponowne założenie osady nastąpiło w 1951, już jako moszaw.
7 lipca 2003 palestyński terrorysta-samobójca z Islamskiego Dżihadu wysaził się w moszawie, zabijając 1 osobę.

## Kultura i sport
W moszawie jest ośrodek kultury, boisko do piłki nożnej oraz korty tenisowe.

## Gospodarka
Gospodarka moszawu opiera się na intensywnym rolnictwie, uprawach w szklarniach i sadownictwie.

## Komunikacja
Na wschód od moszawu przebiega autostrada nr 6, brak jednak możliwości bezpośredniego wjazdu na nią. Z moszawu wyjeżdża się na południe na drogę nr 553, którą można dojechać do wioski Je’af.